# Marown AFC
Marown AFC is een voetbalclub uit Crosby, een plaats op het eiland Man.

## Erelijst

### Competitie
- 2e divisie, kampioen in seizoen: 1997-98

### Beker
- Woods Cup: 1997-98

## Stadion
Het stadion van Marown AFC is de Memorial Playing Fields, gelegen in Crosby. De capaciteit van het stadion is onbekend.